# Сергей Милинкович-Савич
Сергей Милинкович-Савич (серб. Сергеј Милинковић-Савић / Sergej Milinković-Savić, нар. 27 лютого 1995, Льєйда) — сербський футболіст, півзахисник саудівського «Аль-Хіляля» і національної збірної Сербії.
У складі молодіжної збірної Сербії — чемпіон світу серед молодіжних команд (2015).

## Клубна кар'єра
Народився 27 лютого 1995 року в іспанському місті Льєйда, де його батько Никола Милинкович грав за місцевий футбольний клуб. Вихованець футбольної школи клубу «Воєводина». Дорослу футбольну кар'єру розпочав 2013 року в основній команді того ж клубу, в якій провів один сезон, взявши участь у 13 матчах чемпіонату.
Своєю грою за цю команду привернув увагу представників тренерського штабу бельгійського «Генка», з яким 2014 року уклав п'ятирічний контракт. Відіграв за команду з Генка наступний сезон своєї ігрової кар'єри, взявши участь у 24 іграх.
Після тріумфу сербів на молодіжному чемпіонаті світу прийняв пропозицію перейти до італійського «Лаціо», який сплатив за трансфер молодого півзахисника 9 мільйонів євро. Від самого приходу до римської команди гравець почав активно залучатися до її матчів, провівши за сезон 35 ігор в різних турнірах.
В подальшому ігровий час серба у «Лаціо» поступово збільшувався, а з сезону 2017/18 він почав ще й регулярно відзначатися забитими голами. Забивши того сезону 12 голів у 35 матчах чемпіонату, став другим найкращим бомбардиром команди, поступившись за кількістю голів лише «чистому» форварду римлян Чиро Іммобіле.
Згодом відзначався нижчою результативністю, проте лишався гравцем основного складу римської команди. Загалом за вісім сезонів, проведених у її складі, виходив на поле у 341 матчі усіх турнірів.
Влітку 2023 року за 40 мільйонів євро перейшов до саудівського «Аль-Хіляля», з яким уклав трирічний контракт.

## Виступи за збірні
2013 року дебютував у складі юнацької збірної Сербії, взяв участь у 17 іграх на юнацькому рівні, відзначившись 4 забитими голами.
З 2014 року залучається до складу молодіжної збірної Сербії. На молодіжному рівні зіграв у 13 офіційних матчах, забив 1 гол. 2015 року був учасником чемпіонату світу серед молодіжних збірних, на якому серби уперше в історії вибороли титул найсильнішої команди світу у віковій категорії до 20 років.
Наприкінці 2017 року дебютував в офіційних матчах у складі національної збірної Сербії.
2018 року поїхав у складі національної команди на тогорічний чемпіонат світу до Росії, де дебютував у першій же грі групового етапу, вийшовши у стартовому складі і провівши на полі усі 90 хвилин матчу проти Коста-Рики. Згодом взяв участь і в решті двох іграх групового етапу, який сербам подолати не вдалося.
За чотири роки був учасником чемпіонату світу 2022 в Катарі, де взяв участь в усіх трьох іграх групового етапу, який серби не подолали, забивши гол у ворота команди Камеруну.
| Дата       | Місто       | Господарі      | Результат               | Гості       | Турнір                               | Голи | Примітки  |
| ---------- | ----------- | -------------- | ----------------------- | ----------- | ------------------------------------ | ---- | --------- |
| 10-11-2017 | Гуанчжоу    | КНР            | 0 – 2                   | Сербія      | товариський матч                     | -    |           |
| 14-11-2017 | Ульсан      | Південна Корея | 1 – 1                   | Сербія      | товариський матч                     | -    | 74'       |
| 4-6-2018   | Грац        | Сербія         | 0 – 1                   | Чилі        | товариський матч                     | -    | 46'       |
| 9-6-2018   | Грац        | Сербія         | 5 – 1                   | Болівія     | товариський матч                     | -    | 63'       |
| 16-6-2018  | Самара      | Коста-Рика     | 0 – 1                   | Сербія      | ЧС 2018 - 1-й етап                   | -    |           |
| 22-6-2018  | Калінінград | Сербія         | 1 – 2                   | Швейцарія   | ЧС 2018 - 1-й етап                   | -    | 33'       |
| 27-6-2018  | Москва      | Сербія         | 0 – 2                   | Бразилія    | ЧС 2018 - 1-й етап                   | -    |           |
| 10-9-2018  | Белград     | Сербія         | 2 – 2                   | Румунія     | Ліга націй УЄФА 2018-2019 - 1-й етап | -    | 64'       |
| 11-10-2018 | Подгориця   | Чорногорія     | 0 – 2                   | Сербія      | Ліга націй УЄФА 2018-2019 - 1-й етап | -    | 79'       |
| 14-10-2018 | Бухарест    | Румунія        | 0 – 0                   | Сербія      | Ліга націй УЄФА 2018-2019 - 1-й етап | -    | 63'       |
| 20-3-2019  | Вольфсбург  | Німеччина      | 1 – 1                   | Сербія      | товариський матч                     | -    | 62'       |
| 25-3-2019  | Лісабон     | Португалія     | 1 – 1                   | Сербія      | Відбір до ЧЄ 2020                    | -    | 87'       |
| 10-9-2019  | Люксембург  | Люксембург     | 1 – 3                   | Сербія      | Відбір до ЧЄ 2020                    | -    | 79'       |
| 14-11-2019 | Белград     | Сербія         | 3 – 2                   | Люксембург  | Відбір до ЧЄ 2020                    | -    | 62'       |
| 17-11-2019 | Белград     | Сербія         | 2 – 2                   | Україна     | Відбір до ЧЄ 2020                    | -    | 81'       |
| 3-9-2020   | Москва      | Росія          | 3 – 1                   | Сербія      | Ліга націй УЄФА 2020-2021 - 1-й етап | -    | 65'       |
| 8-10-2020  | Осло        | Норвегія       | 1 – 2 д.ч.              | Сербія      | Відбір до ЧЄ 2020                    | 2    | 80'       |
| 14-10-2020 | Стамбул     | Туреччина      | 2 – 2                   | Сербія      | Ліга націй УЄФА 2020-2021 - 1-й етап | 1    |           |
| 12-11-2020 | Белград     | Сербія         | 1 – 1 д.ч. (4 - 5 п.п.) | Шотландія   | Відбір до ЧЄ 2020                    | -    | 70'       |
| 15-11-2020 | Будапешт    | Угорщина       | 1 – 1                   | Сербія      | Ліга націй УЄФА 2020-2021 - 1-й етап | -    | 79'       |
| 27-3-2021  | Белград     | Сербія         | 2 – 2                   | Португалія  | Відбір до ЧС 2022                    | -    |           |
| 30-3-2021  | Баку        | Азербайджан    | 1 – 2                   | Сербія      | Відбір до ЧС 2022                    | -    |           |
| 4-9-2021   | Белград     | Сербія         | 4 – 1                   | Люксембург  | Відбір до ЧС 2022                    | -    |           |
| 7-9-2021   | Дублін      | Ірландія       | 1 – 1                   | Сербія      | Відбір до ЧС 2022                    | 1    |           |
| 9-10-2021  | Люксембург  | Люксембург     | 0 – 1                   | Сербія      | Відбір до ЧС 2022                    | -    |           |
| 12-10-2021 | Белград     | Сербія         | 3 – 1                   | Азербайджан | Відбір до ЧС 2022                    | -    |           |
| 11-11-2021 | Белград     | Сербія         | 4 – 0                   | Катар       | товариський матч                     | 1    | 46'       |
| 14-11-2021 | Лісабон     | Португалія     | 1 – 2                   | Сербія      | Відбір до ЧС 2022                    | -    |           |
| 24-3-2022  | Будапешт    | Угорщина       | 0 – 1                   | Сербія      | товариський матч                     | -    |           |
| 29-3-2022  | Копенгаген  | Данія          | 3 – 0                   | Сербія      | товариський матч                     | -    |           |
| 2-6-2022   | Белград     | Сербія         | 0 – 1                   | Норвегія    | Ліга націй УЄФА 2022-2023 - 1-й етап | -    |           |
| 5-6-2022   | Белград     | Сербія         | 4 – 1                   | Словенія    | Ліга націй УЄФА 2022-2023 - 1-й етап | 1    | 71'       |
| 9-6-2022   | Стокгольм   | Швеція         | 0 – 1                   | Сербія      | Ліга націй УЄФА 2022-2023 - 1-й етап | -    |           |
| 12-6-2022  | Любляна     | Словенія       | 2 – 2                   | Сербія      | Ліга націй УЄФА 2022-2023 - 1-й етап | -    | 65' 90+5' |
| 24-9-2022  | Белград     | Сербія         | 4 – 1                   | Швеція      | Ліга націй УЄФА 2022-2023 - 1-й етап | -    | 67'       |
| 18-11-2022 | Ріффа       | Бахрейн        | 1 – 5                   | Сербія      | товариський матч                     | -    | 60'       |
| 24-11-2022 | Лусаїл      | Бразилія       | 2 – 0                   | Сербія      | ЧС 2022 - 1-й етап                   | -    |           |
| 28-11-2022 | Ель-Вакра   | Камерун        | 3 – 3                   | Сербія      | ЧС 2022 - 1-й етап                   | 1    | 79'       |
| 2-12-2022  | Доха        | Сербія         | 2 – 3                   | Швейцарія   | ЧС 2022 - 1-й етап                   | -    | 47' 68'   |
| 24-3-2023  | Белград     | Сербія         | 2 – 0                   | Литва       | Відбір до ЧЄ 2024                    | -    | 73'       |
| 27-3-2023  | Подгориця   | Чорногорія     | 0 – 2                   | Сербія      | Відбір до ЧЄ 2024                    | -    |           |
| 16-6-2023  | Відень      | Сербія         | 3 – 2                   | Йорданія    | товариський матч                     | -    | 63'       |
| 20-6-2023  | Разград     | Болгарія       | 1 – 1                   | Сербія      | Відбір до ЧЄ 2024                    | -    |           |
| Усього     |             | Матчів         | 43                      |             | Голів                                | 7    |           |

## Досягнення
- Володар Кубка Сербії:

«Воєводина»: 2013–14
- Володар Суперкубка Італії (2):

«Лаціо»: 2017, 2019
- Володар Кубка Італії (1):

«Лаціо»: 2018-19
- Чемпіон Саудівської Аравії (1):

«Аль-Гіляль»: 2023-24
- Володар Королівського кубка Саудівської Аравії (1):

«Аль-Гіляль»: 2023-24
- Володар Суперкубка Саудівської Аравії (2):

«Аль-Гіляль»: 2023, 2024
Збірні
- Чемпіон Європи (U19): 2013
- Чемпіон світу (U-20): 2015